# Euploea kühniana
Euploea kühniana är en fjärilsart som beskrevs av Hans Fruhstorfer 1904. Euploea kühniana ingår i släktet Euploea och familjen praktfjärilar. Inga underarter finns listade i Catalogue of Life.